# Rebecca Lemp

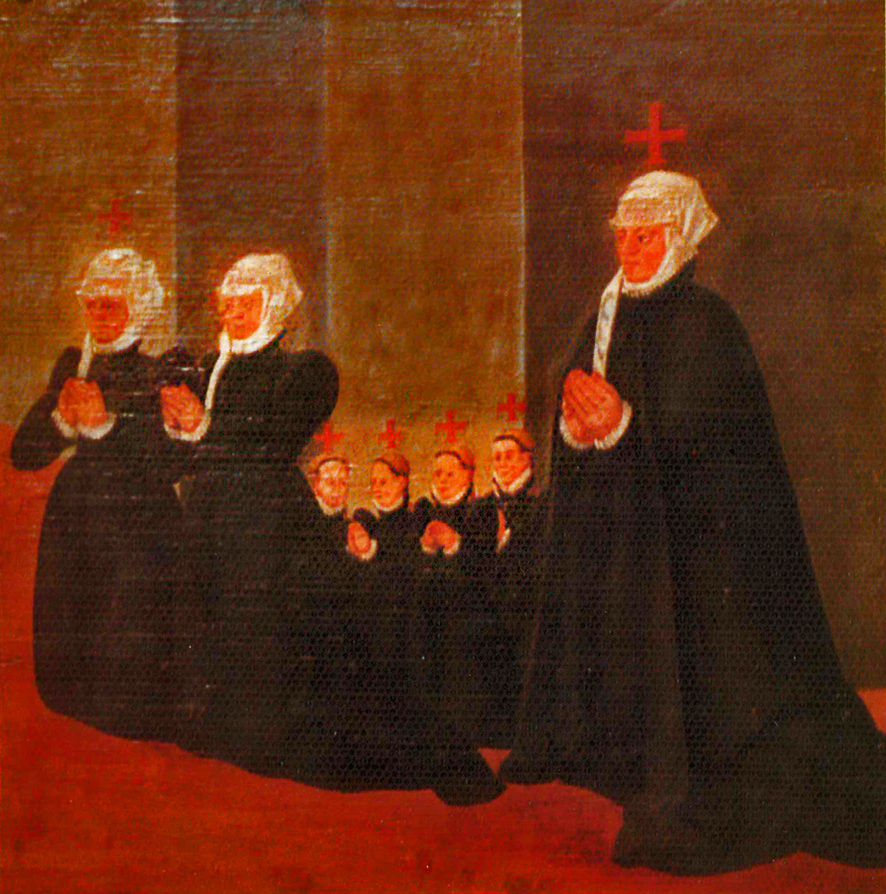
Rebecca Lemp en el epitafio de la familia (la segunda de la izquierda)

Rebecca Lemp (m. 1590) fue una mujer alemana acusada de brujería y quemada en la hoguera en Nördlingen.

## Cacería de brujas
Lemp era una de las 32 mujeres condenadas por brujería después de una cacería de brujas en Nördlingen, Alemania. El magistrado George Pheringer dirigió la cacería junto con los abogados Sebastien Roettinger y Conrad Graf.
Estaba casada con Peter Lemp, un contable muy respetado y tenían seis hijos. En abril de 1590, fue arrestada mientras su marido estaba en un viaje de negocios. Sus hijos le escribieron mientras estaba encarcelada. Ella le escribió a su marido sobre su inocencia, convencida de que sería liberada pero Lemp fue torturada en cinco ocasiones y confesó. Escribió nuevamente a su esposo, pidiéndole que le enviara algo con qué acabar con su vida. Después de que su carta fuera interceptada, el tribunal también la acusó de intento de suicidio.
El tribunal coaccionó a Lemp a escribir otra carta a Peter confesando que era bruja. Peter escribió al tribunal y solicitó ir en su ayuda para afrontar a sus acusadores. Este indicó su creencia de que su confesión fue forzada y describió a Rebecca como "honesta, casta y piadosa", y nunca "tuvo pensamientos malignos o enfermedad mental." También relató que enseñaba a sus hijos sobre la Biblia.
Lemp fue torturada una vez más antes de ser quemada en la hoguera el 9 de septiembre de 1590.